# Яснева-Голубева, Мария Петровна
Мария Петровна Яснева-Голубева (вар. Ясенева) (1861, г. Ветлуга, Костромская губерния, Российская империя — 10.V.1936, Москва, РСФСР, СССР) — активная участница революционного движения в России.

## Биография
Родилась в дворянской семье бедного чиновника.
Народница, с 1901 г. социал-демократка.
Окончила в Костроме земскую женскую учительскую семинарию, во время учёбы в которой вступила в революционный кружок «якобинцев», организованный П. Г. Зайчневским, отбывавшим тогда ссылку в Костроме.
Работая в деревне учительницей, вела народническую пропаганду.
В 1891 года выслана под гласный надзор полиции в Самару, где в том же году познакомилась с В. И. Лениным, под влиянием которого стала социал-демократкой.
Работала в Саратове по доставке искровской литературы. После II съезда РСДРП (1903) — большевичка. С 1903 до ноября 1904 секретарь Саратовского комитета РСДРП, с конца 1904 — в Петербурге, член организационного комитета по созыву III съезда партии. На её квартире в октябре 1905 проходили заседания Петербургского комитета, здесь в начале 1906 были явки В. И. Ленина. В 1907 организатор подпольной большевистской типографии в Петербурге.
После Октябрьской революции 1917 работала статистиком в Центральном совете фабрично-заводских комитетов, в Наркомюсте, в Петроградской ЧК, в 1920-28 — в аппарате ЦК ВКП(б). С 1928 года на пенсии.

## Семья
Супруг Василий Семенович Голубев (1867—1911) — известный земский деятель и журналист.
Дочь- Елена (Лёля; род.1899)
Дочь- Екатерина (род.1900)
Сын- Юрий (род.1908)

## В литературе
Главная героиня повести «Дом на Монетной» Веры Морозовой.

## Память
Памятник в Самаре — Квартира Ясневой-Голубевой (дом купца Н. И. Кириллова) .